# Bela Vista Esporte Clube
O Bela Vista Esporte Clube é time de futsal, situado na cidade de Santa Rita de Caldas, no sul de Minas Gerais. Disputa suas partidas no Ginásio Poliesportivo Paçocão, com capacidade para 5 mil pessoas.

## História
Fundado pelo Sr. Benedito Raimundo em 1998, conta atualmente com equipes nas categorias Infantil (91/92), Fraldinha (93/94) e Dente-de-Leite (95/96).
Seu atual brasão, tem como cores predominantes, azul, vermelho e branco, cores também da cidade. Desenhado em 2005 por Mateus Lopes para a final do Campeonato Interfirmas Andradense.

## Títulos
- Taça São Bento: 2004, 2005 e 2006. Vice em 2003.
- Taça Romeu Teodoro: 2002, 2003, 2005 e 2006. Vice em 2000, 2004 e 2007.
- Campeonato Interfirmas Andradense: 2004. Vice em 2005 e 2006.
- Jojuninho: vice em 2004.
- LIDARP: 2005(Artilheiro-João Gabriel - 23 gols). Vice em 2004 e 2006.

## Elenco atual
2 - Mateus Lopes (Pardal)
3 - Luís Roberto (Robertinho)
4 - Josué (Tista)
5 - Leonardo Lopes (Lê)
6 - Geovani Lopes (Dedhio)
7 - Evair (Beiçola)
8 - Pedro Henrique
9 - Lucas Cassemiro (Corujão)
10 - Christopher (Pimo)
11 - Luís Guilherme (Game)
12 - Gustavo (Pretinho)
13 - Carlos Henrique (Coelho)
14 - Leonardo Caldas (Léo)
15 - Douglas Terriane (Dodô)
16 - Luís Paulo (Negalinha)
17 - Paulo Válter (Tai-Tai)
18 - Caio César (Zé)
19 - João Gabriel
20 - Édson Henrique
21 - Alisson (Nersão)
22 - Diego
23 - Paulo Sérgio (Paulinho)

## Comissão Técnica
Técnico: Benedito Raimundo
Auxiliar: Sydnei Verginelli (Sidão)